# Rebollo (Segovia)
Rebollo es un municipio y localidad española de la provincia de Segovia, en la comunidad autónoma de Castilla y León. El término municipal tiene una población de 74 habitantes (INE 2024).

## Geografía

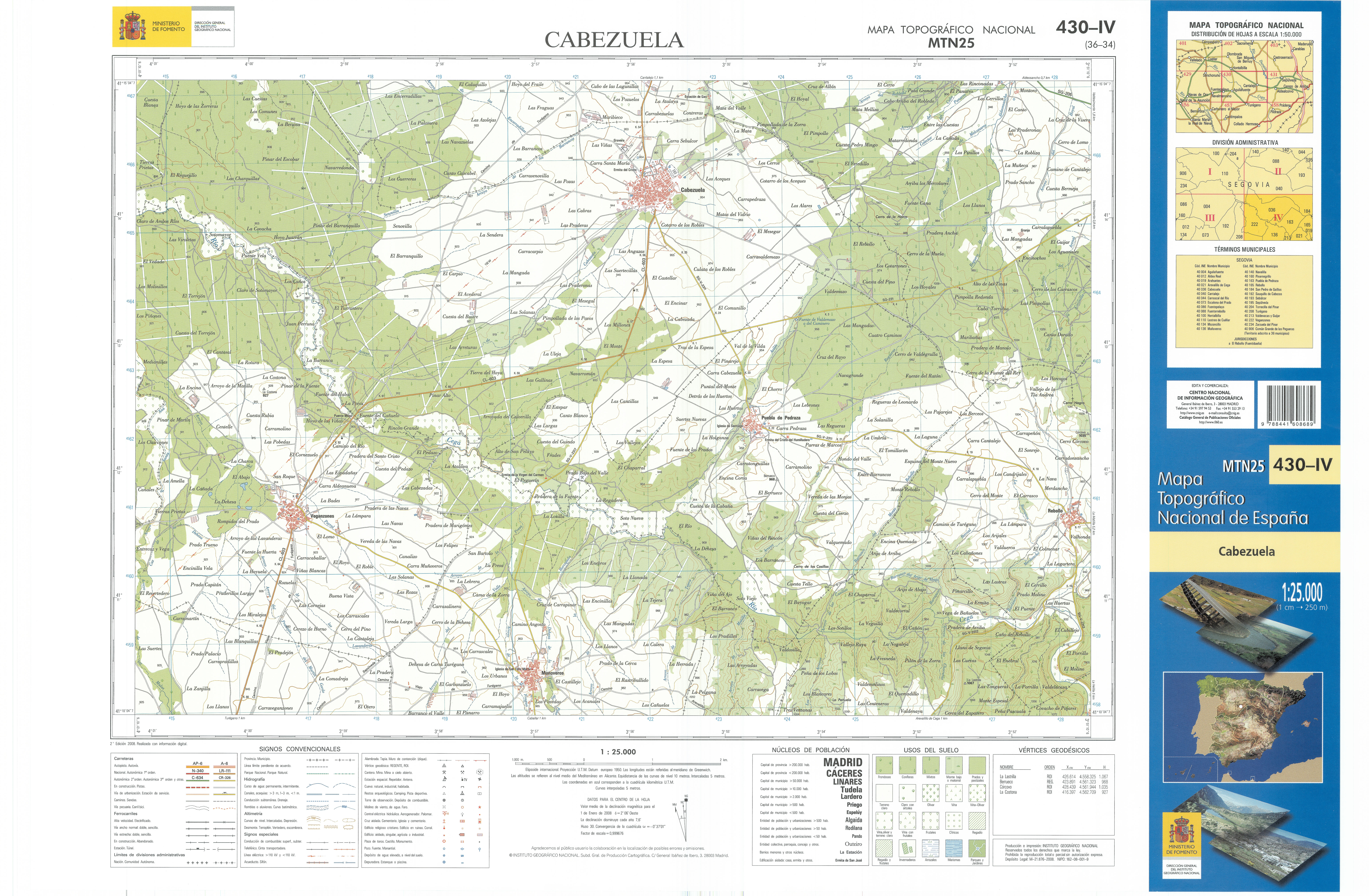
Fragmento de la hoja 430 del Mapa Topográfico Nacional de España de 2008 en el que se representa parte de Rebollo

El municipio tiene una superficie de 14 km².
| Noroeste: Puebla de Pedraza  | Norte: Cantalejo | Noreste: San Pedro de Gaíllos  |
| Oeste: Puebla de Pedraza     |                  | Este: La Matilla               |
| Suroeste: Arevalillo de Cega | Sur: Arahuetes   | Sureste: Valleruela de Pedraza |

## Historia
El caserío de Rebollo está situado sobre un promontorio u otero, razón por la cual este lugar era conocido a mediados del siglo XIII como Oter de Rebollo. Dentro de su término municipal existieron diversos poblados, que actualmente se encuentran deshabitados: San Polo, Los Tejados, Valdelacasa y Valle Encinas. El nombre de Rebollo recuerda al árbol de la especie Quercus pyrenaica, del que aún queda un bosquete en las cercanías de las laderas de la sierra segoviana.
Pertenece a la comunidad de villa y tierra de Pedraza.

## Demografía
Cuenta con una población de 74 habitantes (INE 2024).
| Gráfica de evolución demográfica de Rebollo entre 1842 y 2021                                                         |
| |
| Población de derecho según los censos de población del INE. Población de hecho según los censos de población del INE. |

## Economía
Al igual que en muchos pueblos de la provincia de Segovia, la agricultura es la principal actividad de Rebollo. Aparte de abundantes campos de cereales, es de destacar el cultivo del garbanzo, producto que ya era citado por Pascual Madoz en el siglo XIX y que goza de fama en la zona, aunque en los últimos años el descenso y envejecimiento de la población ha provocado que esté casi reducido al consumo particular.

## Administración y política
| Periodo   | Nombre                    | Partido   |
| --------- | ------------------------- | --------- |
| 1979-1983 | Antonio Arribas Benito    | UCD       |
| 1983-1987 | Julián Martín Francisco   | AP-PDP-UL |
| 1987-1991 | Julián Martín Francisco   | PSOE      |
| 1991-1995 | Julián Martín Francisco   | PSOE      |
| 1995-1999 | Julián Martín Francisco   | PP        |
| 1999-2003 | María Elena Nuñez Arribas | PP        |
| 2003-2007 | María Elena Nuñez Arribas | PP        |
| 2007-2011 | María Elena Núñez Arribas | PP        |
| 2011-2015 | María Elena Núñez Arribas | PP        |
| 2015-2019 | María Elena Núñez Arribas | PP        |
| 2019-2023 | María Elena Núñez Arribas | PP        |
| 2023-act. | Manuel Rodríguez Gómez    | IRMV      |

## Patrimonio
Iglesia de Nuestra Señora de la Asunción
Situada en el centro de la localidad y construida en sillarejo y cantería, se trata de una sencilla edificación de una sola nave y torre de dos cuerpos. En su interior son de destacar el retablo mayor, de estilo barroco, la pila bautismal de piedra labrada del siglo XII y algunas piezas de plata, como unas curiosas crismeras del siglo XVII. En la cornisa exterior se encuentra un antiguo reloj de sol.

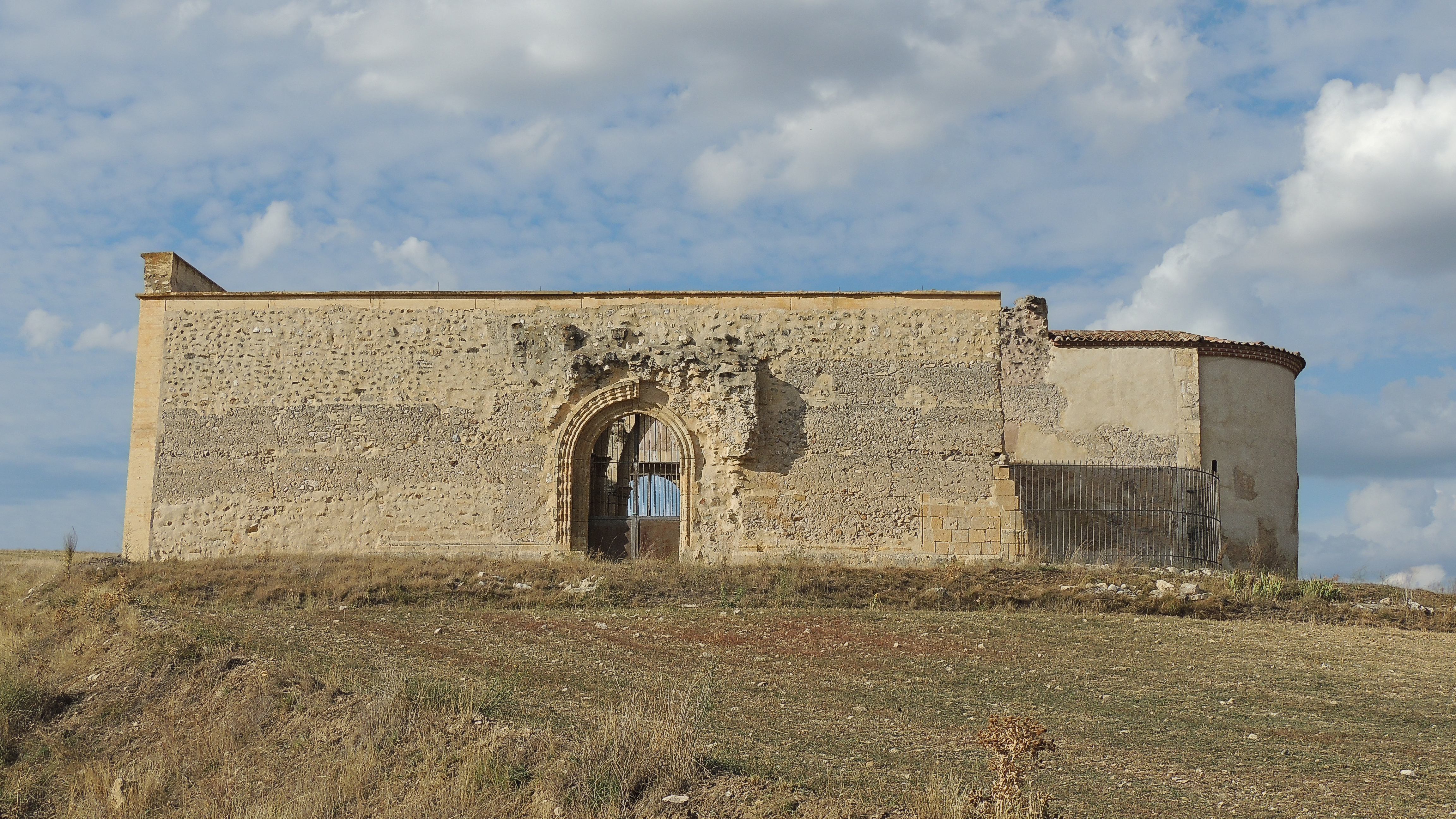
Ermita de Nuestra Señora de las Nieves
Localizada sobre una loma a las afueras de Rebollo, cerca del despoblado de Valle Encinas, era un edificio de tres naves cortas, con sus correspondientes ábsides, de los cuales solo quedan dos. Otros ejemplos de su arquitectura románica son una serie de capiteles con motivos animales y vegetales.
Aunque ya se encontraba en ruinas en el siglo XIX, su declaración como Monumento Histórico Artístico en 1982 contribuyó a que actualmente se encuentre consolidada.

## Fiestas
- San Isidro Labrador (15 de mayo).
- San Antonio (13 de junio).
- Nuestra Señora de la Asunción (15 de agosto).